# Savitri (Oper)
Savitri op. 25 ist eine Oper des britischen Komponisten Gustav Holst. Sie schildert die Legende von Savitri und Satyavan aus dem indischen Epos Mahabharata.

## Entstehung
Ende der 1890er Jahre hatte Gustav Holst begonnen, sich für indische Mythologie zu interessieren und eigens Sanskrit gelernt, da es keine englischen Übersetzungen gab. Ein erstes Ergebnis der Beschäftigung mit der  indischen Mythologie war die Oper Sita über die gleichnamige indische Gottheit.
Holst begann im Jahr 1908 nach einem Algerien-Urlaub mit der Arbeit an der einaktigen Oper Savitri. Nachdem Holst Sita im Stile Richard Wagners komponiert hatte, kehrte er im Falle von Savitri zu der Form der Kammeroper zurück.

## Handlung
Die Handlung spielt abends im indischen Wald. Als der Holzfäller Satyavan den Tod herannahen sieht, bricht er kraftlos zusammen. Dieser spricht über die Unmöglichkeit, ihm zu entrinnen, und verkündet, Satyavan mit sich nehmen zu wollen. Satyavans Frau Savitri schafft es, dem Tod zu schmeicheln und ihn um die Erfüllung eines Wunsches zu bitten. Der Tod verspricht ihr alles außer Satyavans Leben. Savitri bittet den Tod um alles, was ihr selbst das Leben ist. Als der Tod Savitri die Gewährung des Wunsches erfüllt, enthüllt diese, dass Satyavan ihr ganzes Leben ist. Da der Tod sich an sein Wort gebunden fühlt, muss er sich geschlagen geben und unverrichteter Dinge von dannen ziehen.

## Wirkung
Savitri wurde am 5. Dezember 1916 unter der Leitung von Herman Grunebaum in der Wellington Hall in St. John’s Wood (Distrikt im Londoner Stadtbezirk City of Westminster) uraufgeführt. Die Solisten der Uraufführung waren George Pawlo als Satyavan, Mabel Corran als Savitri und Harrison Cook als Der Tod. Der Vorschlag von Dirigent Herman Grunebaum, keinen gemischten, sondern einen Frauenchor singen zu lassen, hatte wahrscheinlich keinen künstlerischen Hintergrund, sondern lag eher in einem Mangel an männlichen Sängern begründet. Die Uraufführung fand offensichtlich ein positives Echo.

## Gestaltung
Die Instrumentalbesetzung besteht aus zwei Flöten, Englischhorn, zwei Streichquartetten und Kontrabass. Der Komponist wünschte, dass das Werk „im Freien oder in einem kleinen Gebäude“ gespielt werden soll, wobei Chor, Instrumentalisten und Dirigent verborgen bleiben sollen.